# Les Guerriers du soleil
Pour plus de détails, voir Fiche technique et Distribution.
Les Guerriers du soleil (Solarbabies) est un film de science-fiction post-apocalyptique américain réalisé par Alan Johnson et sorti en 1986.

## Synopsis
Après une guerre nucléaire, la Terre est devenue un désert aride. Le Protectorat veille sur les survivants et rationne l'eau qui se fait rare. Des adolescents en patins à roulettes, qui se font appeler Les Guerriers du soleil, trouvent la boule magique Bohdi, qui devient le pivot de l'histoire. Strictor Grock, le bras armé du Protectorat, veut Bohdi pour détruire la dernière étincelle d'espoir des opprimés. Dans ce but, il envoie des mercenaires à la recherche des jeunes. Après différents rebondissements, au cours desquels des descendants d'Amérindiens montrent également leur savoir-faire, l'épreuve de force a lieu.

## Fiche technique
- Titre français : Les Guerriers du soleil[1],[2]
- Titre original italien : Solarbabies[3]
- Réalisation : Alan Johnson
- Scenario : Walon Green, Douglas Anthony Metrov
- Photographie :	Peter MacDonald
- Montage : Conrad Buff
- Musique : Maurice Jarre
- Cascades : Rémy Julienne
- Production : Jack Frost Sanders, Irene Walzer
- Société de production : Brooksfilms, Metro-Goldwyn-Mayer
- Pays de production :  États-Unis
- Langue originale : anglais américain
- Format : couleurs par Metrocolor - 2,35:1 - Son Dolby - 35 mm
- Durée : 94 minutes
- Genre : film de science-fiction post-apocalyptique
- Dates de sortie :
  - États-Unis : 26 novembre 1986
  - France : 1988 (vidéo)

## Distribution
- Richard Jordan : Grock
- Jami Gertz : Terra
- Jason Patric : Jason
- Lukas Haas : Daniel
- James LeGros : Metron
- Claude Brooks : Lapin
- Peter DeLuise : Tug
- Peter Kowanko : Gavial
- Adrian Pasdar : Darstar
- Sarah Douglas : Shandray
- Charles Durning : le gardien
- Frank Converse : Greentree
- Terrence Mann : Ivor
- Alexei Sayle : Malice
- Bruce Payne : Dogger
- Willoughby Gray : Canis
- Kelly Bishop : Tutore Nover